# 八千代通
八千代通（やちよどおり）は、名古屋市中川区・熱田区の地名。

## 歴史

### 沿革
- 1939年（昭和14年）5月1日 - 中川区野立町の一部により、同区八千代通が成立する[2]。
- 1942年（昭和17年）
  - 1月15日 - 中川区西古渡町の一部により、既存の町域と離れた場所に町域が拡張される[2]。
  - 8月20日 - 中川区八千代通の一部が尾頭橋通に編入される[3]。
- 1944年（昭和19年）2月11日 - 中川区八千代通の一部により、熱田区八千代通が成立する[2]。
- 1960年（昭和35年）3月5日 - 中川区八熊町の一部が編入される[2]。
- 1978年（昭和53年）6月25日 - 中川区八千代通の一部が南八熊町・明野町[4]・柳川町[2]にそれぞれ編入される。熱田区八千代通は、同区千代田町・明野町・川並町にそれぞれ編入され消滅[5]。
- 1981年（昭和56年）9月6日 - 中川区八千代通の一部が、八熊一丁目および八熊二丁目・尾頭橋一丁目および尾頭橋二丁目・柳川町・南八熊町にそれぞれ編入され消滅[2]。